# متحف وايومنغ للنساء التاريخيات
متحف وايومنغ للنساء التاريخيات أو بيت تاريخ المرأة في وايومنغ هو متحف في وسط مدينة لارامي في وايومنغ بالولايات المتحدة يخلد بإنجازات 13 امرأة من ولاية وايومنغ. أسس المتحف منظمة لويزا سوين المُسماة تخليدًا لذكرى لويزا سوين، أول امرأة في الولايات المتحدة تصوت في الانتخابات العامة. أدلت لويزا بصوتها في 6 سبتمبر 1870في لارامي بوايومنغ. افتتح المتحف في عام 2012. وتقول جمعية ولاية وايومنغ التاريخية إن لويزا سوين كانت أول امرأة في العالم تدلي بصوتها بموجب قوانين تمنح النساء والرجال حقوق تصويت متساوية.
يقع فندق جونسون لوميس هانكينس بلازا خارج المتحف، حيث أُنشأ تمثال للويزا سوين على تكريمًا لذكراها بالفندق في عام 2005. يسمى التمثال الامتياز، وصممه جون دي بيكر.

## النساء
تشمل قائمة النساء اللائي يُخلد ذكرهن في المتحف:
- لويزا جاردنر سوين: أول امرأة في الولايات المتحدة تصوت في الانتخابات العامة عام 1870.[10][11]
- إليزا ستيوارت: أول امرأة في أمريكا تُختار للعمل في هيئة المحلفين عام 1870.[12][13]
- مارثا سيمونز بويز أتكينسون: أول تعمل كمحضرة في الولايات المتحدة عام 1870.[14]
- لين تشيني: زوجة نائب الرئيس ديك تشيني.[15]
- باربرا كوبين: أول امرأة تمثل وايومنغ في الكونجرس ابتداءً من عام 1995.[16]
- فيردا جيمس: أول امرأة تشغل منصب رئيس مجلس النواب في وايومنغ لفترة ولاية كاملة.[17][18]
- مارلين إس كايت: أول رئيسة قضاة في المحكمة العليا في وايومنغ، واختيرت في عام 2010.[19]
- أبريل بريمر كونز: أول رئيسة لمجلس شيوخ وايومنغ، ابتداءً من عام 2003 وانتهاءً في عام 2005.[15][20]
- مجلس كل النساء في جاكسون بوايومنغ، حكومة مدينة جاكسون المكونة من النساء بالكامل، بما في ذلك منصب رئيس مجلس المدينة ورئيس البلدية، التي قامت بدورها بتعيين النساء في منصب حاكم المدينة وكاتب المدينة وأمين الصندوق، وانتُخب المجلس بالكامل في عام 1920.[21]
- آنا إيديث ميلر: أول امرأة مرخصة للعمل كممرضة في وايومنغ عام 1909.[15]
- إستر هوبارت موريس: أول قاضية في الولايات المتحدة عام 1870.[22][23]
- إستيل ريل: أول امرأة تُنتخب لمنصب عام في وايومنغ كمشرفة حكومية للتعليم العام، وانتُخبت في عام 1895.[24]
- نيللي تايلو روس: حاكمة وأول مديرة لدار سك العملة الأمريكية.[15]